# حسن عبدالله
حسن عبدالله (انگلیسی: Hassan Abdoulaye) بازیکن فوتبال اهل چاد بود.
وی همچنین در تیم ملی فوتبال چاد بازی کرده است.